# Długa noc (powieść)
Długa noc (gruz. დიდი ღამე, trb. didi ghame) – powieść historyczna gruzińskiego pisarza Grigola Abaszydze, wydana w 1963 roku.

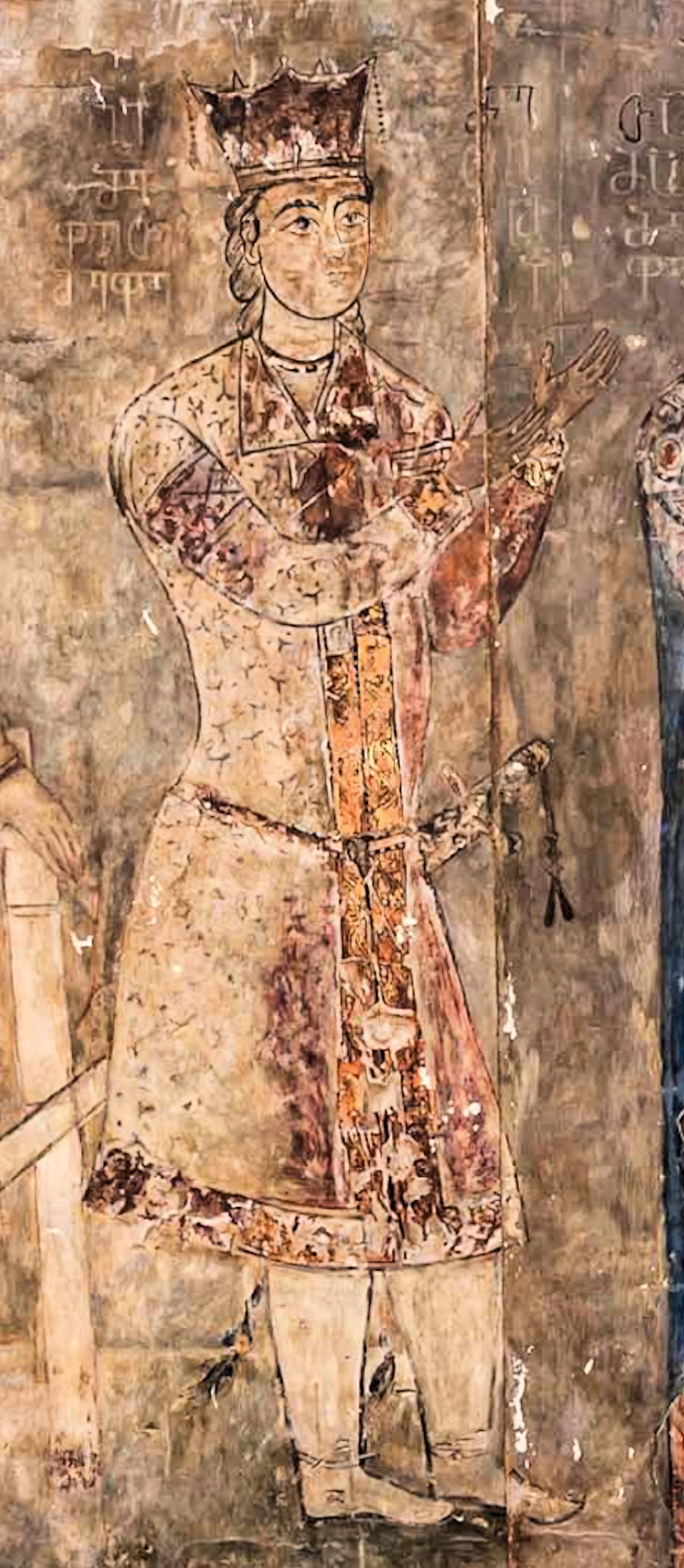
Fresk z monastyru Betania, w Dolnej Kartli, przedstawiający Jerzego IV Laszę

Powieść jest drugą częścią trylogii opowiadającej historię XIII-wiecznej Gruzji. Pierwsza część została wydana w 1957 roku pod tytułem Syn królowej Tamar. Kronika gruzińska z XIII w., trzecia zaś w 1975 – Upadek i triumf Gruzji. Dwie pierwsze części zostały wydane w Polsce. Powieść wprowadza czytelników w czasy panowania królowej Tamary I Wielkiej i jej syna Jerzego IV Laszy, króla Gruzji z dynastii bagratydzkiej, panującego w latach 1213–1223.
Fabuła książki oparta jest na wydarzeniach historycznych z Gruzji w XII-XIII w., podczas których kraj doświadczał wielu tragedii. Najazdy Chorezmijczyków, a potem Mongołów, przerywają rozwój kultury królestwa Gruzji. Na tle tych wydarzeń przedstawione są losy kilku wybitnych postaci ze świata sztuki, polityki i wojska.